# マクロス (曲)
「マクロス／ランナー」は、藤原誠のシングル。1982年10月5日にビクターレコードから発売された。型番はKV-3026。
表題曲「マクロス」は、テレビアニメ『超時空要塞マクロス』のオープニングテーマとして使用された。カップリングには、同じく藤原誠が歌う同作エンディングテーマ「ランナー」が収録されている。

## 概要
1982年10月3日、テレビアニメ『超時空要塞マクロス』の第1話・2話連続放送「マクロス・スペシャル」が放送され、その2日後に最初の音楽商品として当シングルレコードが発売された。レコードジャケットはキャラクターデザイン担当美樹本晴彦による、一条輝とリン・ミンメイのイラストが使用された。
A面収録曲「マクロス」は重厚なオーケストラサウンドのイントロに始まり、ボーカル藤原誠の力強い歌声が響き、番組タイトルを連呼するというロボットアニメの王道的なナンバー。オープニングアニメーションではマクロスから発艦したVF-1 バルキリーがファイター（戦闘機形態）・ガウォーク（中間形態）・バトロイド（ロボット形態）へと流れるように三段変形する戦闘アクションが展開する。
B面収録曲「ランナー」は藤原が優しく歌い上げるミディアムテンポのバラード。制作時の仮題は「遥かな光」だった。エンディングは実写フィルムで、ミンメイの写真（イラスト）が貼られたアルバムをめくる映像が流れる。2023年に石ノ森萬画館で催された「超時空要塞マクロス展」では、当時撮影に使われたアルバムとヘルメットの実物が展示された。
なお、「ランナー」には最終話「やさしさサヨナラ」のエンディングで使用されたリン・ミンメイ（歌：飯島真理）の最終回バージョンと、OVA『超時空要塞マクロス Flash Back 2012』で使用された藤原と飯島のデュエットバージョンがある。また、第25話「バージン・ロード」のマクシミリアン・ジーナスとミリア・ファリーナ・ジーナスの結婚式の場面でミンメイが歌うウエディングバージョン（音源未収録）もある。

## 制作
アニメ関連の音楽を多数手がけていたキングレコードが『超時空要塞マクロス』の音楽制作を担当することになり、作曲家に羽田健太郎を起用し、主題歌・エンディングテーマが録音された。その後、諸般の事情によりビクターが業務を引き継ぐことになり、楽曲はそのままに、歌い手を藤原誠に代えてレコーディングが行われた。
藤原は前に『無敵鋼人ダイターン3』の主題歌を歌っているが、『マクロス』の起用に関しては、音楽を担当したビクター制作4部プロデューサー永田守弘の判断によるものだった。永田が担当したアニメ映画『テクノポリス21C』（1982年）で、藤原が主題歌「いつか黒船」・挿入歌「ふりむけばラプソディ」を歌っており、藤原のパワフルな歌声とバラードも歌える歌唱力を気に入り、『マクロス』でも引き続き起用することになった。
お蔵入りになったキング盤の歌手については公にされなかったが、のちにたいらいさおが自分が歌ったと発言している。たいらは理由も分からず交代させられたことにショックを受け、悔しくて自分が歌った記憶を捨てようとさえ思ったと振り返っている。時を経て、現在はアニメソングの名曲をカバーするステージで「マクロス」を歌うこともある。
作詞家の阿佐茜（あさ あかね）は『超時空要塞マクロス』のメインスタッフ3名（チーフディレクター石黒昇、シリーズ構成松崎健一、制作プロデューサー岩田弘）の共同ペンネームである。阿佐ケ谷駅前の茜舎（あかねしゃ）という喫茶店でよく打ち合わせをしていたので、この名前になった。「マクロス」は岩田が、「ランナー」は松崎が作詞を担当した。なお、リン・ミンメイの作中歌も飯島真理の自作曲や劇場版主題歌「愛・おぼえていますか」以外はこの3名が分担して作詞している。

## 反響
オリコンでは一般チャートではなく児童向けの「TVマンガ/童謡部門」で扱われ、1983年の年間1位を獲得した。同部門のセールス数は公表されていないが、アニメ誌には「1983年2月17日にマクロス主題歌EPが8万枚以上を販売したことに対し、ビクターから『ビクター・ヒット賞』が贈られた」との一報がある。
『アニメージュ』主催の第5回アニメグランプリ（1982年度）で「マクロス」がアニメソング部門第1位を受賞。1983年4月に日本武道館で行われた授賞式に藤原誠が出演し「マクロス」を熱唱した。藤原は「第1位だなんて、まったく予想してませんでした。こんなに売れたのは『マクロス』がはじめてで、その上栄えある受賞ですからほんとにうれしいです」と喜びを語った。

## 収録曲
全曲作詞：阿佐茜／作曲・編曲：羽田健太郎
1. マクロス – 3:09
2. ランナー - 4:04

## カバー

### マクロス
石岡ひろし
CBS・ソニー（ソニー・ミュージックレコーズ）の『TVアニメ スーパー・ヒーロー』（20AG-962、1983年発売）などに収録。編曲：渡辺博史。
水木一郎
コロムビアレコード（日本コロムビア）の『テレビまんが ベストヒット16 男の子向き』（CZ-7241、1983年発売）などに収録。編曲：いちひさし。
藤井健
キングレコードの『ぼくらのアニメ 全曲集』（K20H-4231、1984年発売）などに収録。編曲：藤沼昭。
福山芳樹
ビクターエンタテインメントの『MACROSS THE TRIBUTE』（VICL-60991、2002年11月7日発売）に収録。「マクロスシリーズ」の有名曲を他のシリーズで担当した歌手がカバーする企画アルバム。編曲：根岸貴幸。

### ランナー
緒方恵美
ポリドールの『マクロス・ジェネレーション Legend of Eternal Songs』（POCX-1070、1997年5月14日発売）に収録。ドラマCD『マクロス・ジェネレーション』のキャストによるカバー企画アルバム。編曲：松尾早人。
神谷浩史・豊口めぐみ
フライングドッグの『娘ドラ◎ドラ2』（VTCL-60103、2009年5月6日発売）に収録。ミハエル・ブラン（神谷）とクラン・クラン（豊口）によるデュエット。編曲：岩崎文紀。
『超時空デュエット集 娘コラ×』（VTCL-60367、2014年3月26日発売）には「ランナー（大クランバージョン）」を収録。